# Piotr Gaszowiec

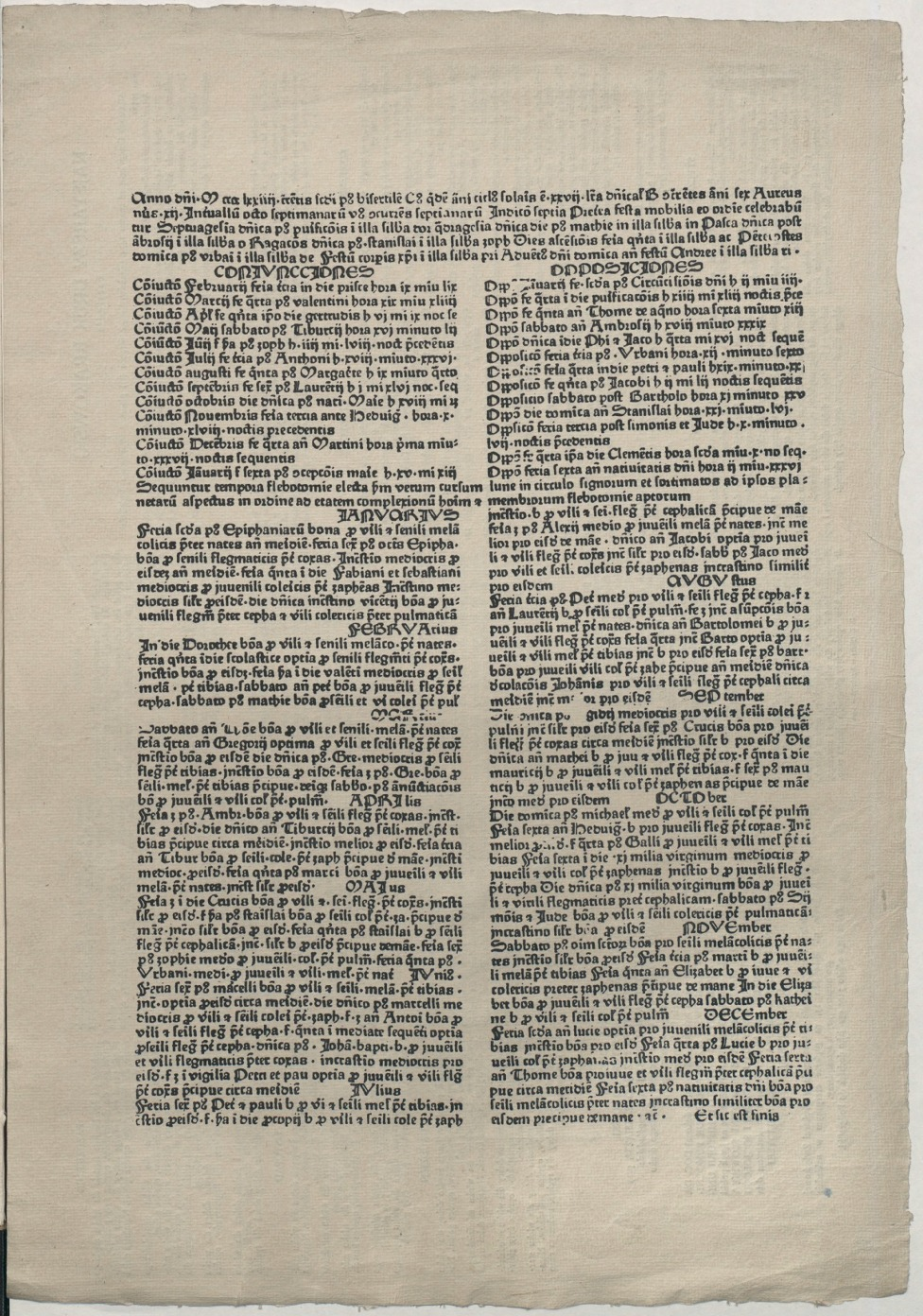
Egzemplarz Almanach Cracoviense ad annum 1474 kalendarz autorstwa Piotra Gaszowca.

Piotr Gaszowiec (Petro Gassoviecz, Petr Gaschowietz, Petrus de Silesia, Petrus Strzelec), ur. ok. 1425 w Rozmierzy, zm.  między 28 stycznia a 18 maja 1474 w Krakowie – astrolog, doktor medycyny, profesor Akademii Krakowskiej.

## Życiorys
Piotr Gaszowiec urodził się jako dziedzic Rozmierzy.  Był potomkiem rodziny szlacheckiej, której własnością była Rozmierz i okoliczne miejscowości. Gaschowicowie należeli do starego górnośląskiego rodu znanego już i wymienianego w dokumentach od XIV wieku. Siedziba rodowa znajdowała się prawdopodobnie w Gaszowicach (Gaschowitz) koło Rybnika. Od nazwy tego majątku przyjęli nazwisko rodowe. Jako drugą siedzibę rodową wymieniana jest też Rozmierz (Lomerz). Herb tego rodu jest nieznany, ale niektórzy przypuszczają, że Gaschowicowie należeli do rodu Raszynów, herbu Dwie Wieże.
Piotr Gaszowiec pierwsze nauki przyjmował prawdopodobnie w szkole miejskiej w Strzelcach Opolskich, by w 1446 r. zapisać się na semestr zimowy na studia na  Akademii w Krakowie. Już w roku 1448 otrzymuje on tam tytuł bakałarza, a w roku 1452 tytuł liberalium artium – doktora sztuk wyzwolonych. Był słuchaczem innych wielkich umysłów tamtych czasów: Jana z Ludziska, Marcina Króla z Żurawicy i Andrzeja Grzymały z Poznania.
W 1452 wyjechał do Italii, gdzie na uniwersytecie w Perugii studiował medycynę i astronomię. Studia te kontynuował w latach 1454-1455 w Kolonii, pod okiem Gerarda z Hamnont.
Błyskawiczną karierę Piotra przypieczętowało jego przybycie do Krakowa w 1456 r. Po powrocie objął najbardziej w jego zawodzie zaszczytną funkcję w kraju – stanowisko lekarza przybocznego króla Kazimierza Jagiellończyka.
W 1459 ożenił się z mieszczanką krakowską, Katarzyną Homanówną, która była niższa od niego stanem, lecz za to bardzo majętna. Małżeństwo dochowało się dziewięciorga potomstwa – Jana, Piotra, Mikołaja, Stanisława, Benignę, Różę, Jerzego, Lukrecję, Katarzynę i Barbarę. Dzieci przyjęły nazwisko Garlicki.
Wiadomo, że małżeństwo posiadało na własność wieś Garlicę Górną (dziś Górna Wieś – około 11 km od Krakowa), Kazimierzę Wielką oraz kamienicę przy rynku w Krakowie. Już po śmierci królewskiego medyka jego żona wdała się w spór majątkowy. W 1498 r. Katarzyna, wdowa po Piotrze Gaszowcu, pozywa Jana Liberhanta o to, że gwałtem zajął część jej dóbr w Garlicy Górnej. Zachował się także zapis, że córka królewskiego lekarza, Barbara, zrzekła się wszystkich dóbr z Garlicy Górnej na rzecz swego brata, Stanisława.
Od 1456 r., jako doktor medycyny, Piotr Gaszowiec podjął wykłady na wydziale medycyny Akademii Krakowskiej. Pełnił funkcję dziekana wydziału medycznego w roku 1459 i 1462, a także  rektora całej akademii w semestrach: zimowym 1464/1465, letnim 1465 i 1470 z tytułem „medicine doctor et phisicus regius”.
W 1464 roku Gaszowiec został przyjęty w poczet mieszczan krakowskich oraz po raz pierwszy tytułuje się lekarzem królewskim (króla Kazimierza Jagiellończyka). W księdze przyjęć do prawa miejskiego pod numerem 6799 znajduje się wpis:
"Doctor Petrus i.h., dictus Gaschouicz, tali condicione, quod quamdiu ius habet, debet possidere domum in circulo circa Siluesterin sitam, sin autem resignaverit ius, extunc promisit domum vendere uni concivi et resignare". W wolnym tłumaczeniu: "Piotr Gaszowiec, lekarz, będzie posiadał prawo mieszczańskie tak długo, dopóki będzie posiadał prawo do domu, jeśli zaś zrezygnuje z praw mieszczańskich, sprzeda dom jednemu z rodaków".
Oprócz praktyki lekarskiej Gaszowiec kontynuował badania astronomiczne. Pozostawił po sobie prace, z których korzystały następne pokolenia astronomów – włącznie z Mikołajem Kopernikiem. Napisał między innymi dzieło Computus nouus totus fere Astronomie fundametum pulcerrimum contines  i stworzył tablice astronomiczne, obliczone dla południka krakowskiego oraz kanony do nich, w których podał sposób korygowania tablic. Wiemy, że prowadził on samodzielne obserwacje i obliczał długości geograficzne, a także zajmował się meteorologią. W 1453 opracował katalog 15 jasnych gwiazd stałych.
W 1468 roku Gaszowiec zaczyna występować jako rajca miejski. Podczas uroczystości państwowych występował jako mówca z ramienia uczelni i miasta. Reprezentował wysoki kunszt oratorstwa humanistycznego. Wzorował się na Janie z Ludziska. Z mów Piotra Gaszowca zachowało się do naszych czasów pięć:
- mowa z okazji udzielenia stopnia bakalarskiego w medycynie uczniom: Jakubowi de Boxicze i Mikołajowi z Krakowa;
- mowa na powitanie kardynała Marka Barbo;
- mowa na powitanie Aleksandra z Farlivio;
- mowa na pożegnanie Aleksandra z Farlivio;
- mowa na powitanie prymasa Gruszczyńskiego.

Gaszowiec zajmował się także magią. Prawdopodobnie to on częściowo przepisał i przywiózł z Włoch do Krakowa Picatrix, jedną z najstarszych ksiąg magicznych. Księga, której autorem był najprawdopodobniej arabski pisarz al-Majriti, omawiała takie tematy jak natura nieba i zjawisk atmosferycznych, sfer niebieskich, powiązanie między znakami zodiaku a planetami, a także wywoływanie duchów.
W 1473 roku powstał kalendarz Almanach Cracoviense na rok 1474, prawdopodobnie autorstwa Gaszowca. Jest to najstarszy drukowany dokument na polskich ziemiach. Kalendarz został wydrukowany w Krakowie przez Kaspera Straube, bawarskiego drukarza, który pracował w Krakowie od 1473 do 1476 roku. Podobnie jak w innych almanachach i kalendarzach z tego okresu, Almanach wymienia święta kościelne i dane astronomiczne. Zapewnia również porady lekarskie, wymieniając najlepsze dni do upuszczania krwi, w zależności od wieku i stanu choroby pacjenta. Tekst druku jest napisany w języku łacińskim. Jedyny zachowany egzemplarz ma wymiary 37 cm x 26.2 cm i znajduje się w zbiorach Biblioteki Jagiellońskiej.
Piotr Gaszowiec zmarł między 28 stycznia a 18 maja 1474 roku.
Sylwetkę Piotra Gaszowca przypomina tablica wmurowana w ratusz w Strzelcach Opolskich w 1964 roku z okazji 600 lecia Uniwersytetu Jagiellońskiego w Krakowie.
Piotr Gaszowiec jest patronem ulic w Kędzierzynie-Koźlu i Garlicy Górnej.

## Dzieła
Ważniejsze dzieła Gaszowca to:
- Tabulae aureae de veris et mediis motibus planetarum
- Consideracio de 15 stellis prime magnitudinis
- De mutationibus aeris
- Almanach Cracoviense ad annum 1474, Kraków 1473, drukarnia Kaspera Straube[2]
- Computus nouus totus fere Astronomie fundametum pulcerrimum contines, Kraków 1504, drukarnia Jana Hallera, wyd. następne: Haller 1508, Wietor 1513 Wiedeń, Ungler i Lern 1514, Haller 1514, Haller 1518, Wietor 1518, Ungler 1524, Scharffenberg 1528, Scharffenberg 1531, Scharffenberg 1534, Scharffenberg 1541, Wietor 1541, Scharffenberg 1546.[3]